# Aeropuerto Internacional Rick Husband de Amarillo
El Aeropuerto Internacional Rick Husband de Amarillo (en inglés: Rick Husband Amarillo International Airport) (IATA: AMA, OACI: KAMA, FAA LID: AMA) es un aeropuerto público a 10 km (seis millas) al este del centro de Amarillo, en el condados de Potter Texas, Estados Unidos. El aeropuerto fue rebautizado en 2003 en honor del astronauta de la NASA nativo de Amarillo Rick Husband, que murió en el transbordador espacial en el Accidente del transbordador espacial Columbia en febrero de ese año.

## Información
Harold English abrió el English Field en 1929. En 1952 el nombre cambió a la terminal aérea de Amarillo. En 1976 el aeropuerto cambió su nombre por el de Aeropuerto Internacional de Amarillo en la apertura de un centro de Aduanas de Estados Unidos, que ya está cerrado. El edificio de la terminal se sometió a una renovación de $52.2 millones, que fue diseñado por las firmas Reynolds, Smith & Hills y Shiver Megert y Asociados y se terminó en 2011.

## Instalaciones y aeronaves
El Aeropuerto Internacional Rick Husband de Amarillo cubre 1,435 ha (3547 acres) y tiene dos pistas de concreto: 4/22 tiene 4115 m × 61 m (13,502 pies × 200 pies) y 13/31 tiene 2408 m × 46 m (7901 pies × 150 pies). En el año que finalizó el 31 de julio de 2018, el aeropuerto tuvo 68,367 operaciones de aeronaves, un promedio de 187 por día: 40% militares, 37% de aviación general, 11% de taxi aéreo y 12% comerciales programados. En ese momento, había 45 aeronaves basadas en este aeropuerto: 21 monomotores, 15 multimotores, 8 jets y 1 helicóptero. International Aerospace Coatings tiene una instalación de pintura de aeronaves ubicada en el aeropuerto; aquí se encuentra la planta de ensamblaje de Bell Textron; muchos aviones de American Airlines y United Airlines se pintan allí.

## Aerolíneas y destinos
| Aerolíneas         | Destinos                                                 |
| ------------------ | -------------------------------------------------------- |
| American Airlines  | Estacional: Dallas/Fort Worth                            |
| American Eagle     | Dallas/Fort Worth                                        |
| Southwest Airlines | Austin, Dallas–Love, Las Vegas Estacional: Houston–Hobby |
| United Express     | Denver, Houston–Intercontinental                         |